# Chung Un-chan
Chung Un-chan (29 de febrer de 1948) és un economista i polític sud-coreà que va ocupar el càrrec de Primer Ministre de Corea del Sud des de setembre de 2009 fins al 29 de juliol de 2010. Va substituir Han Seung-soo. Va ser nomenat pel President Lee Myung Bak, sent triat en teoria per la seva experiència econòmica. Anteriorment va ocupar la presidència de la Universitat Nacional de Seül.